# Lecythidaceae
Lecythidaceae es una familia de árboles leñosos originarios de Suramérica y Madagascar. Consiste en cerca de 300 especies, clasificadas en dos subfamilias y 24 géneros. La especie más conocida es la Nuez de Brasil (Bertholletia excelsa)  cuyas semillas son apreciadas mundialmente. También las semillas o los frutos de otras especies son comestibles.

## Descripción
Son árboles pequeños y no ramificados a grandes y muy ramificados; plantas hermafroditas. Hojas alternas, simples, muy grandes y agrupadas en los extremos de las ramas (en Grias y algunas especies de Gustavia) o de tamaño mediano y no agrupadas, pinnatinervias, márgenes generalmente enteros o a veces crenulados a serrados; estípulas diminutas y caducas o ausentes. Inflorescencias en racimos simples o panículas 2 o 3-ramificadas o ramas espigadas o fascículos, suprafoliares (entonces terminales o subterminales), axilares o caulinares, flores actinomorfas o zigomorfas; cáliz entero o con 2–6 lobos triangulares a ampliamente ovados; pétalos 4, 6 u 8, rara vez 12 o 18; estambres surgiendo de un anillo estaminal connado (Gustavia  y Grias) o marcadamente ensanchados formando una lígula lineariforme con un apéndice cuculado en el ápice, los apéndices con o sin anteras; ovario ínfero o semiínfero, generalmente 2, 4 o 6-locular, cada lóculo con 2–115 óvulos anátropos, placentas axilares en el ápice, en la base o a lo largo de todo el lóculo. Frutos indehiscentes y entonces un poco carnosos y abayados (Gustavia y Grias) o con exocarpo delgado y leñoso (Couroupita), o dehiscentes mediante un opérculo circuncísil y entonces frecuentemente muy grandes y leñosos; semillas aladas (Cariniana y Couratari) o sin alas, con o sin arilos; embriones indiferenciados o con cotiledones carnosos, plano-convexos o foliáceos.
Las flores de Lecythidaceae son visitadas por toda clase de abejas que son recompensadas por dos clases de polen, uno que germina y uno que no gemina.
Los frutos son descriptos así en Kubitzki (ed. 2004): "Los frutos de Lecythidaceae son extremadamente variables. Los de Foetidia y Planchonioideae son drupas indehiscentes con 1 a muchas semillas. Petersianthus es notoria por las alas largas en el exterior del fruto y Barringtonia flotan en el agua y son dispersadas por corrientes marinas lo cual explica su distribución tan amplia, por ejemplo B. racemosa y B. acutangula. La estructura variada del fruto de Lecythioideae está descripta e ilustrada en Prance y Mori (1978, 1979) y Mori y Prance (1990b). Los géneros basales Gustavia, Grias y Couroupita tienen frutos indehiscentes con las semillas embebidas en la pulpa. Estos son dispersaos por una variedad de mamíferos del suelo del bosque como agutís, mamíferos arbóreos como monos y, para las especies de ribera, por peces. Los géneros restantes tienen una gran variedad de frutos dehiscentes. Carriniana tiene semillas aladas de un solo lado, y Couratari tiene alas que rodean la semilla. Los dos géneros son árboles altos, emergentes, o especies de sabana o de ribera y son dispersados por el viento. Las semillas de Lecythis de las secciones Pisonis y Lecythis tienen un arilo funicular que protruye y se mantiene dentro del fruto después de la dehiscencia del opérculo, y son dispersados por murciélagos. El pixidio grande, globoso, leñoso, de Bertholletia es secundariamente indehiscente y tiene sólo un pequeño opérculo que cae hacia adentro. Esta especie libera el pixidio que cae al suelo y desde ahí es dispersado por agutís. Lecythis lurida también es secundariamente indehiscente. Las semillas de Allantoma lineata son dispersadas por agua. Las semillas de Bertholletia excelsa, Allantoma lineata y Abdulmajidia spp. tienen una testa extremadamente dura y leñosa."

## Distribución y hábitat
En el neotrópico esta familia está representada por árboles que ocupan los estratos superiores, principalmente en los bosques húmedos tropicales, donde son abundantes y diversos.
En su mayoría son exclusivos de bosques antiguos, con buena estructura y buen estado de conservación; muy pocas especies son capaces de reproducirse en hábitats perturbados. Además de su abundancia y diversidad, las lecythidaceae tienen un papel ecológico importante como fuente de alimento de polinizadores (principalmente polinizadores) y dispersores (aves, mamíferos y peces que consumen la pulpa o la semilla de gran valor alimenticio y energético). (Calderón et al. 2002)

## Etimología
El nombre de la familia proviene del género Lecythis L., y este, del griego lecythis - urna o vaso - en alusión a la forma de los frutos, cuya envoltura se usa a veces como recipiente (olleta).

## Sinonimia
- Asteranthaceae, Barringtoniaceae, Foetidiaceae, Gustaviaceae, Napoleonaceae, Napoleonaeaceae, Rhaptopetalaceae, Scytopetalaceae.

## Clasificación
- Foetidioideae (Foetidiaceae) Madagascar, los siguientes géneros:
  - Foetidia
- Lecythidioideae (Lecythidioniaceae o Barringtoniaceae) Suramérica, los siguientes géneros:

| - - Abdulmajidia - Allantoma - Asteranthos - Barringtonia - Bertholletia - Brazzeia | - - Careya - Cariniana - Chydenanthus - Corythophora - Couratari | - - Couroupita - Eschweilera - Grias - Gustavia - Lecythis | - - Napoleonaea - Oubanguia - Petersianthus - Pierrina - Planchonia - Rhaptopetalum - Scytopetalum |

## Distribución geográfica
En Colombia se han registrado 75 especies en nueve géneros, en su gran mayoría distribuidas en las tierras bajas y húmedas de la Amazonia, la planicie del pacífico y el Valle del río Magdalena y solo unas pocas especies se encuentran en zonas de bosque Andino. 
Veintiséis especies y dos subespecies se encuentran en alguna categoría de amenaza sensu
UICN (2001); de estas, once especies y una subespecies son exclusivas de Colombia y la mayoría de ellas están restringidas al valle del río Magdalena y/o al Choco Biogeográfico (Calderon et al. 2002).

## Usos
La madera de estos árboles es usada en construcciones y cercas. La corteza de algunas especies se usa para fabricar utensilios diversos y a ésta y a la savia se le atribuyen tradicionalmente usos medicinales.